# Cerkiew św. Paraskiewy w Moskwie (Kaczałowo)
Cerkiew św. Paraskiewy – prawosławna cerkiew w Moskwie, na terenie dawnej wsi Kiowo-Kaczałowo.
Pierwsza, drewniana cerkiew na miejscu współcześnie istniejącej (XXI w.) świątyni funkcjonowała przed XVII w. i została zniszczona w czasie wielkiej smuty. Budowę nowego obiektu sakralnego sfinansował w latach 1692–1694 właściciel wsi książę Iwan Szczerbatow. W 1901, wobec złego stanu technicznego cerkwi, według projektu eparchialnego architekta Błagowieszczenskiego dokonano jej remontu i rozbudowy, która całkowicie zmieniła zewnętrzny wygląd obiektu – został on poszerzony, zaś dzwonnica podwyższona o jedno piętro. W 1904 budynek został ponownie poświęcony. 
Cerkiew pełniła funkcje sakralne do końca lat 30. XX wieku, gdy została zamknięta i przekazana miejscowej administracji na cele przemysłowe. W latach 80. XX wieku zdewastowany obiekt został porzucony. W 1990 Rosyjski Kościół Prawosławny odzyskał zniszczony budynek, swoją działalność wznowiła parafia. 10 listopada 1990 patriarcha moskiewski i całej Rusi Aleksy II dokonał ponownego poświęcenia ołtarzy św. Paraskiewy i bocznego Narodzenia Matki Bożej.